# 1700

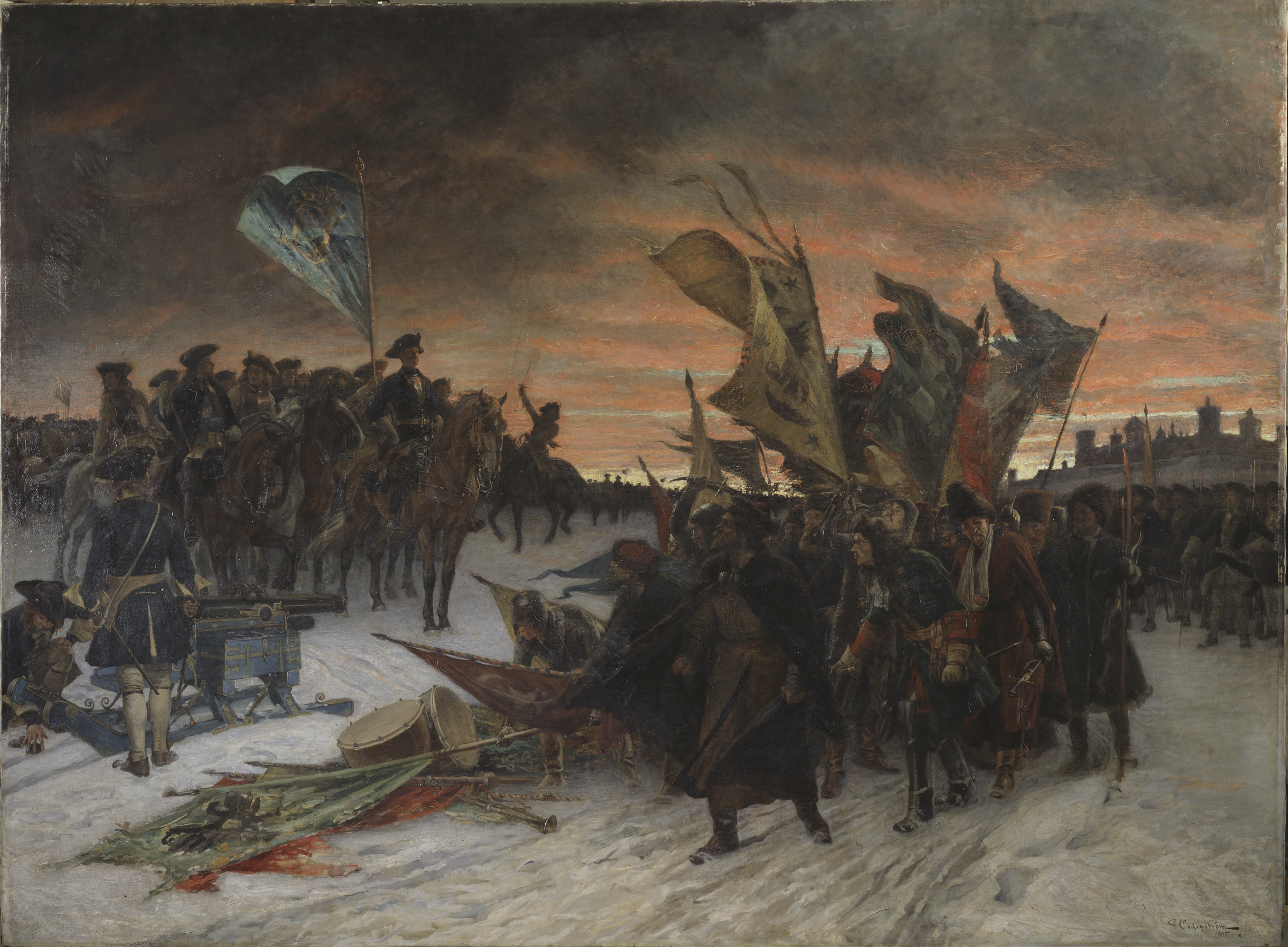
Slag bij Narva

Het jaar 1700 is het 100e jaar in de 17e eeuw volgens de christelijke jaartelling. Hoewel de gregoriaanse kalender in principe in 1582 al was ingevoerd, waren er landen die dat pas in 1700 deden en daarmee een overgangskalender hadden. Dat waren: Duitsland, Denemarken, Noorwegen en Gelderland.

## Gebeurtenissen
januari
- 1 - Een aantal landen gaat over op de gregoriaanse kalender, zie kalender van 1700.
- 1 - Rusland schakelt over naar de juliaanse kalender en gebruikt niet langer de Anno Mundi-jaartelling.
- 26 - Aardbeving Cascadia 1700 bij de Pacific Northwest van Amerika van ongeveer 9 op de schaal van Richter.

februari
- 8 - De bezetting van het garnizoen van de VOC in Tonkin keert op het jacht Kauw terug in Batavia na het sluiten van de handelspost.
- 12 - De Grote Noordse Oorlog breekt uit met een Poolse aanval op Riga.
- 29 - Deze dag wordt in Zweden overgeslagen om zo langzamerhand over te gaan van de juliaanse naar de gregoriaanse kalender. Dit is het begin van de Zweedse kalender.

maart
- 1 - Protestants Duitsland, Denemarken en Noorwegen voeren de gregoriaanse kalender in.
- 25 - Het Verdrag van Londen wordt getekend door Engeland, Frankrijk en Nederland.

april
- 9 - De Spaanse koning aanvaardt het ontslag van Jan van Brouchoven, graaf van Bergeyck, als thesaurier-generaal van de Zuidelijke Nederlanden. Hij blijft echter in Brussel aan de touwtjes trekken.

juli
- 1 - De vuurtoren De Ven aan de Zuiderzee bij Enkhuizen wordt in gebruik genomen. Samen met soortgelijke lichthuizen op Marken en bij Durgerdam moet zij de scheepvaart geleiden vanaf Texel naar de haven van Amsterdam.
- 11 - De Pruisische Academie van Wetenschappen wordt opgericht met Gottfried Wilhelm Leibniz als president.
- 23 - Onder bescherming van zijn vloot landt Karel XII van Zweden op het Deense hoofdeiland Seeland, waarop ook de hoofdstad Kopenhagen gelegen is.
- 29 - Met de dood van het laatste kind van prinses Anne ziet de toekomstige opvolging van de Engelse en Schotse tronen er somber uit.

augustus
- augustus - Begin van de Zweedse belegering van de Deense hoofdstad.

september
- 13 - De Russische delegatie voor de vredesonderhandelingen met het Osmaanse Rijk vaart door de Bosporus en legt aan in de Gouden Hoorn, recht voor het paleis van de sultan, die niets tegen dit machtsvertoon kan uitrichten.

november
- 1 - Na de dood van de kinderloze en lichamelijk en geestelijk gehandicapte Karel II van Spanje ontstaat er onzekerheid over de Spaanse opvolging.
- 18 - De Spaanse landvoogd in de Zuidelijke Nederlanden, Maximiliaan II Emanuel van Beieren, erkent Filips van Anjou als landsheer. Begin van het Anjouaans bewind.
- 23 - Paus Clemens XI volgt paus Innocentius XII op als 243ste paus.
- 30 - Koning Karel XII van Zweden geeft tsaar Peter de Grote van Rusland in de Slag bij Narva een flinke afstraffing.

december
- 25 - De herbouwde Abdij van Grimbergen wordt in gebruik genomen.
- Het testament van Karel II wijst Filips van Anjou als opvolger, maar onder de voorwaarde dat de Spaanse en Franse kronen nooit verenigd zullen worden. Het lijkt erop dat de andere mogendheden daar genoegen mee nemen.

## Muziek
- Arcangelo Corelli componeert in Rome zijn vioolsonates Opus 5.
- De Venetiaanse componist Tomaso Albinoni schrijft zijn Sonatas Opus 2.

## Bouwkunst

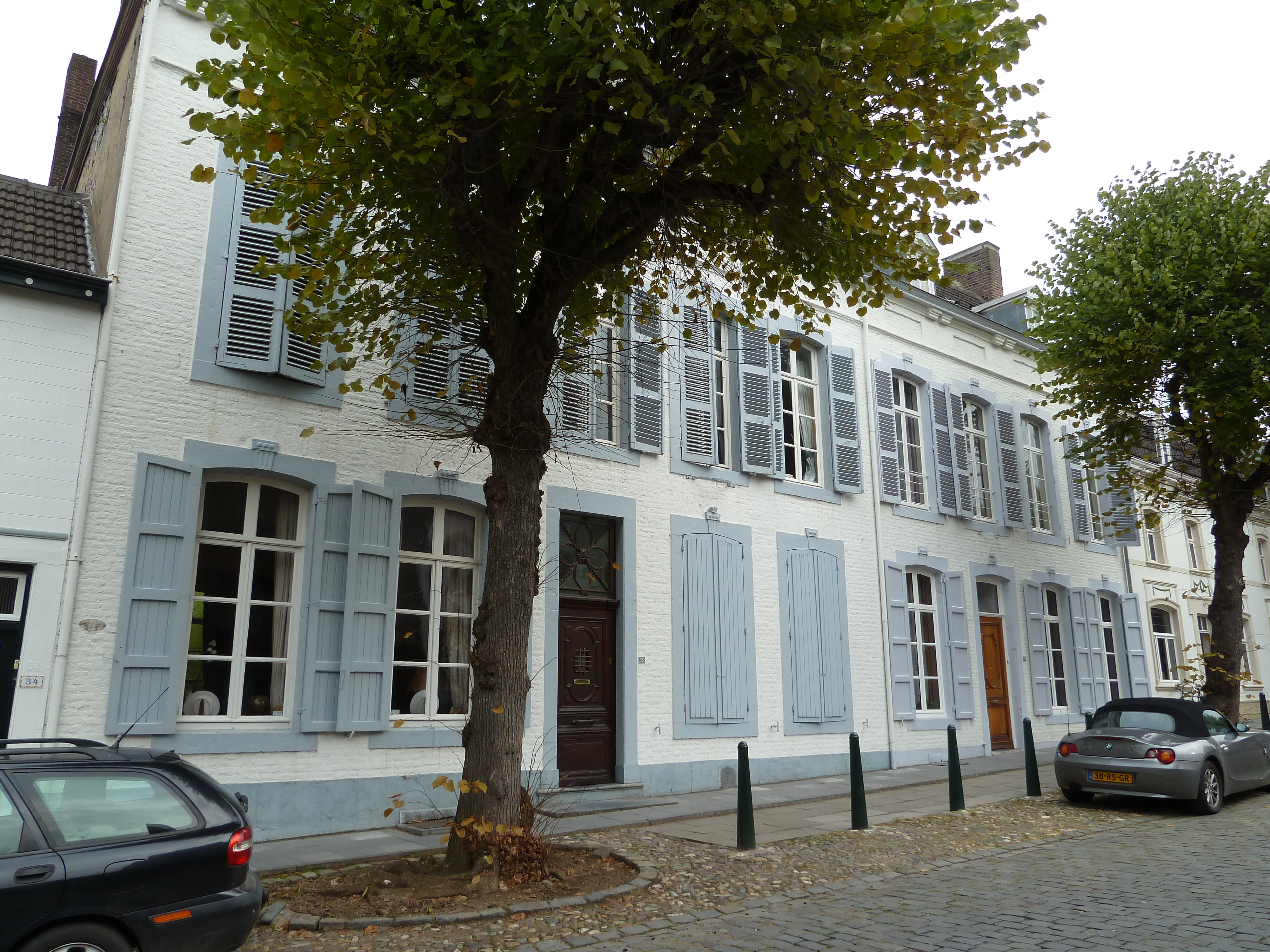
Herenhuis, Eijsden (ca. 1700)

## Geboren
februari
- 2 - Johann Christoph Gottsched, Duits schrijver (overleden 1766)
- 8 - Daniel Bernoulli, Nederlands/Zwitsers wis- en natuurkundige (overleden 1782)

maart
- 13 - Michel Blavet, Frans fluitist en componist (overleden 1768)

mei
- 7 - Gerard van Swieten, Nederlands arts en apotheker, lijfarts van keizerin Maria Theresia (overleden 1772)
- 12 - Luigi Vanvitelli, Italiaans architect (overleden 1773)
- 14 - Mary Delany, Brits papierkunstenares, botanicus en schrijfster (overleden 1788)
- 26 - Nikolaus von Zinzendorf, Duits theoloog (Hernhutters) (overleden 1760)

september
- 11 - James Thomson, Schots schrijver (overleden 1748)
- 30 - Stanislaus Konarski, Pools educatief hervormer, politiek schrijver (overleden 1773)

november
- 19 - Jean-Antoine Nollet, Frans geestelijke en natuurkundige (overleden 1770)

## Overleden
januari
- 22 - Wilhelmina Christina van Nassau-Siegen (70), Duits gravin

mei
- 12 - John Dryden (68), Engels toneelschrijver en dichter

juli
- 29 - Willem van Gloucester (11), zoon van prinses Anne en mogelijk troonopvolger

september
- 15 - André Le Nôtre (87), Frans tuin- en landschapsarchitect
- 22 - Paus Innocentius XII (85), paus van 1691 tot 1700

november
- 1 - Karel II (38), koning van Spanje, Napels en Sicilië
- 30 - Artus Quellinus de Jonge (75), Zuid-Nederlands beeldhouwer

zonder datum
- Dirk Boeteman (~49), Nederlands boekdrukker, uitgever en boekverkoper